# Jimmer Fredette
James Taft "Jimmer" Fredette (Glens Falls, 25 februari 1989) is een Amerikaans basketballer.

## Carrière
Van 2007 tot 2011 speelde Fredette collegebasketbal voor de BYU Cougars. In de NBA draft van 2011 werd Fredette als 10e gekozen in de eerste ronde door de Milwaukee Bucks. Hij werd dezelfde dag nog geruild naar de Sacramento Kings in een ruil waarbij ook de Charlotte Bobcats betrokken waren. Andere spelers in de ruil waren: John Salmons, Tobias Harris, Stephen Jackson, Shaun Livingston, Corey Maggette, Bismack Biyombo en Beno Udrih. In de zomer van 2012 speelde hij in de NBA Summer League voor de Kings. In februari 2014 werd zijn contract ontbonden bij de Kings. Hij tekende begin maart 2014 voor de rest van het seizoen bij de Chicago Bulls.
Hij tekende aan het einde van het seizoen als vrije speler bij de New Orleans Pelicans en speelde er een seizoen. In de zomer van 2015 tekende hij bij de San Antonio Spurs maar zijn contract werd ontbonden in oktober 2015. In november 2015 tekende hij opnieuw bij de New Orleans Pelicans maar een week later werd hij alweer weggestuurd. Hij tekende daarop bij de Westchester Knicks uit de NBA D-League. In februari 2016 tekende hij een 10-dagen contract bij de New York Knicks. Hij keerde hierna terug naar de Westchester Knicks. In de zomer van 2016 speelde hij voor de Denver Nuggets in de NBA Summer League.
In augustus 2016 tekende hij bij de Shanghai Sharks uit de Chinese Basketball Association. Hij speelde drie seizoenen voor de Chinese club. In maart 2019 tekende hij bij de Phoenix Suns voor de rest van het seizoen. Aan het einde van het seizoen kreeg hij geen contract voor het volgende seizoen. In de zomer van 2019 speelde hij in de NBA Summer League voor de Golden State Warriors. Hij speelde het seizoen 2019/20 voor het Griekse Panathinaikos BC waarmee hij landskampioen werd.
Hij keerde hierna terug naar de Shanghai Sharks uit China. Door de coronacrisis keerde hij echter terug naar de Verenigde Staten in 2021. In januari 2022 keerde hij dan weer terug naar China om in de tweede helft van het seizoen te spelen. In 2022 begon Fredette met 3x3-basketbal, hij vormde samen met Canyon Barry, Kareem Maddox en Dylan Travis de nationale ploeg. In 2023 vormde zij samen ook Team Miami waarmee zij uitkwamen in de FIBA 3×3 World Tour. In de zomer van 2024 nam hij met de Amerikaanse ploeg deel aan de Olympische Spelen maar viel al snel uit door een blessure.

## Erelijst
- All-NBA D-League Second Team: 2016
- NBA D-League All-Star: 2016
- NBA D-League All-Star Game MVP: 2016
- CBA International MVP: 2017
- CBA All-Star: 2017, 2018, 2019
- Grieks landskampioen: 2020
- Wereldkampioenschap 3x3:  2023
- FIBA 3x3 AmeriCup:  2022
- Pan Amerikaanse Spelen:  2023

## Statistieken

### Reguliere Seizoen
| Seizoen  | Team                 | WG  | WS | MPW  | 2P%   | 3P%   | FW%   | RPW | APW | SPW | BPW | PPW |
| -------- | -------------------- | --- | -- | ---- | ----- | ----- | ----- | --- | --- | --- | --- | --- |
| 2011/12  | Sacramento Kings     | 61  | 7  | 18,6 | 38,6  | 36,1  | 83,3  | 1,2 | 1,8 | 0,5 | 0,0 | 7,6 |
| 2012/13  | Sacramento Kings     | 69  | 0  | 14,0 | 42,1  | 41,7  | 85,9  | 1,0 | 1,3 | 0,4 | 0,0 | 7,2 |
| 2013/14  | Sacramento Kings     | 41  | 0  | 11,3 | 47,5  | 49,3  | 89,5  | 1,1 | 1,5 | 0,3 | 0,1 | 5,9 |
| 2013/14  | Chicago Bulls        | 8   | 0  | 7,0  | 44,8  | 36,4  | 100,0 | 0,9 | 0,4 | 0,0 | 0,0 | 4,0 |
| 2014/15  | New Orleans Pelicans | 50  | 0  | 10,2 | 38,0  | 18,8  | 95,6  | 0,8 | 1,2 | 0,3 | 0,0 | 3,6 |
| 2015/16  | New Orleans Pelicans | 4   | 0  | 3,3  | 25,0  | 0,0   | 0,0   | 0,0 | 0,3 | 0,3 | 0,0 | 0,5 |
| 2015/16  | New York Knicks      | 2   | 0  | 2,5  | 100,0 | 100,0 | 80,0  | 0,0 | 0,0 | 0,0 | 0,0 | 3,5 |
| 2018/19  | Phoenix Suns         | 6   | 0  | 10,8 | 27,6  | 0,0   | 100,0 | 1,2 | 1,3 | 0,5 | 0,0 | 3,7 |
| Carrière | Carrière             | 241 | 7  | 13,3 | 40,9  | 37,2  | 87,9  | 1,0 | 1,4 | 0,4 | 0,0 | 6,0 |